# Burkardroth
Burkardroth là một đô thị ở huyện Bad Kissingen bang Bayern nước Đức. Đô thị Burkardroth có diện tích 69,11 km², dân số thời điểm ngày 31 tháng 12 năm 2006 là 7920 người.
Burkardroth nằm ở ranh giới phía nam của khu dự trữ sinh quyển Rhön khoảng 14 km về phía tây bắc của thủ phủ huyện Bad Kissingen. Về phía bắc giáp huyện Rhön-Grabfeld.
Đô thị này có 12 thị trấn:
- Burkardroth
- Frauenroth
- Gefäll
- Katzenbach
- Lauter
- Oehrberg
- Premich
- Stangenroth
- Stralsbach
- Waldfenster
- Wollbach
- Zahlbach